# 4107 Rufino
4107 Rufino este un asteroid din centura principală, descoperit pe 7 aprilie 1989 de Eleanor Helin.